# Четири споменика „Крајпуташа”
Четири споменика „Крајпуташа“ се налазе у Јошаници, насељеном месту на територији општине Лепосавић, на Косову и Метохији, представљају као целина непокретно културно добро као споменик културе.
Споменици се налазе источно од школе уз ивицу сеоског пута Јошаница-Врачево. Ту су сахрањена четворица војника који су у Првом светском рату умрли у мађарским и аустријским концентрационим логорима. Рађени су у камену пешчару, полихромно бојени у духу наивних народних рукотворина због чега представљају вредну збирку споменика ове врсте.

## Основ за упис у регистар
Решење Покрајинског завода за заштиту споменика културе у Приштини, бр. 963 од 29. 12. 1966. Закон о заштити споменика културе (Сл. гласник СРС бр. 3/66).